# Roméo Mousseau
Pour les articles homonymes, voir Mousseau.
Roméo Mousseau (né à L'Assomption en 1905 et mort à Montréal en 1976) est un chanteur et un animateur radiophonique québécois.

## Biographie
Il étudie le chant avec Francesco Manetta, Jean Riddez (père de Mia Riddez et de Sita Riddez) et Jeanne Maubourg. Il fait ses débuts comme ténor au sein de la Société canadienne d'opérette. Sa popularité s'accroît avec ses premiers enregistrements, tant au Canada qu'aux États-Unis.
En 1925, il devient animateur de radio sur les ondes de CKAC puis de CHLP où il animera notamment Le Réveil-matin musical durant une quinzaine d'années jusqu'à la fermeture de la station. Il passe ensuite à CKVL avant d'être invité en France en 1937 où il chante notamment avec Yvonne Printemps, Lucienne Boyer et Jean Clément qui le qualifie de Créateur de la chanson française en Amérique et qui lui lègue le catalogue entier de ses chansons,.
Après un intervalle de 20 ans, Roméo Mousseau revient à la chanson avec le lancement d'un disque en 1962.